# Mário Hipólito
Mário Hipólito Damião, conhecido apenas por Mário (Luanda, 1 de Junho de 1985) é um guarda-redes angolano que atou na campeonato do mundo de futebol da Alemanha, como segundo suplente do veterano João Ricardo. A sua convocação pegou os angolanos de surpresa, pois Mário deixou o também experiente Goliath de fora.
Ele representou o elenco da Seleção Angolana de Futebol no Campeonato Africano das Nações de 2008.